# Mega Maze
Mega Maze is een Computerspel dat werd ontwikkeld door PolyMedia Communications en werd uitgegeven door Philips Interactive Media. Het spel kwam in 1994 uit voor het platform Philips CD-i. 

## Ontvangst
| Beoordeeld door | Datum          | Score |
| --------------- | -------------- | ----- |
| Power Unlimited | september 1994 | 79%   |
| GamePro (USA)   | september 1994 | 70%   |
| High Score      | september 1994 | 40%   |